# Axinulus eumyarius
Axinulus eumyarius is een tweekleppigensoort uit de familie van de Thyasiridae. De wetenschappelijke naam van de soort is voor het eerst geldig gepubliceerd in 1870 door M. Sars.